# ヘラサギ

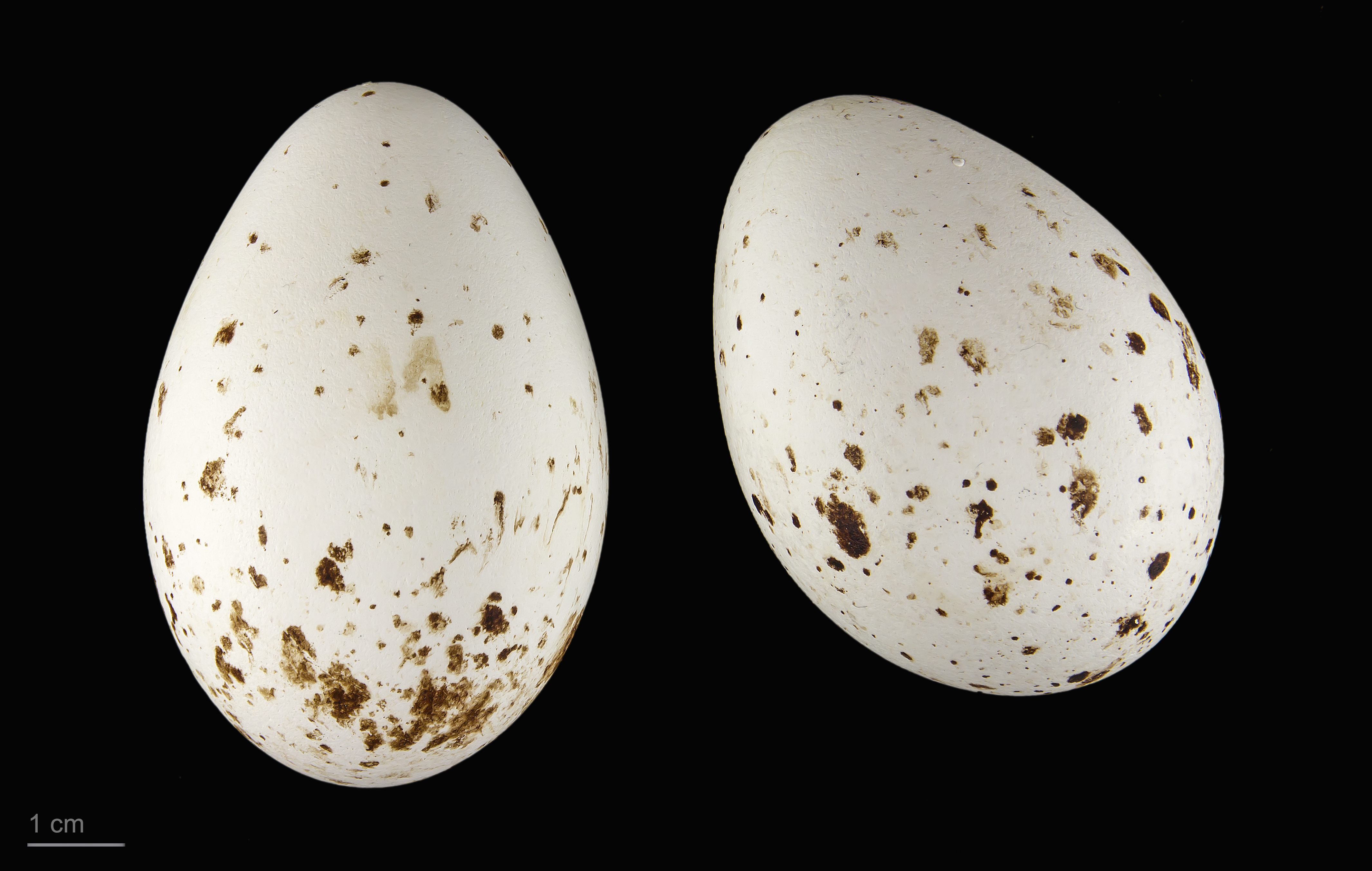
Platalea leucorodia

ヘラサギ（箆鷺、学名：Platalea leucorodia）とは、ペリカン目トキ科に分類される鳥類の一種。

## 分布
ユーラシア大陸中部とインドで繁殖する。ヨーロッパ東部にも繁殖地が点在している。冬季はアフリカ、ペルシャ湾沿岸からインドにかけての地域や中国南部に渡りをおこない越冬する。インドやでは留鳥として周年見られる。
日本では数少ない冬鳥として、北海道から南西諸島まで各地で記録がある。九州では数は少ないが、毎年飛来する。以前は、鹿児島県出水市に毎冬小規模の群れが飛来していた。

## 形態
体長は約85cm。翼開長は約125cm。シラサギ類に似ているが、ダイサギよりも首が短く胴が太いため頑丈に見える。全身の羽毛が白い。夏羽では喉や胸が黄色みを帯び、後頭部に黄色の冠羽があらわれる。冬羽では冠羽が短くなる。
本種の特徴であるくちばしは黒くて長く、先端がへら型をしている。これが名前の由来にもなっている。嘴の先端部は黄色。足は黒い。
雌雄同色だが、雄の方がやや大きい。

## 生態
非繁殖期には、湖沼、河川、湿地、水田、干潟などに生息する。越冬地では小規模な群れで行動していることが多い。繁殖期は、内陸の湖沼や河川とその周辺の林に生息する。 しばしばコロニーを形成する。
食性は動物食。干潟や水田、湿地などでくちばしを水につけて左右に振り、くちばしに触れた魚、カエル、カニなどを捕食する。
繁殖形態は卵生。地上や樹上に主に枯れ枝を用いて皿型の巣を作り、3-4卵を産む。雌雄で抱卵、育雛する。抱卵期間は22-24日である。
鳴き声はフー フー、ウフーなど。鳴き声が聞かれるのは主に繁殖期で、日本で鳴き声が聞かれることはまずない。

## 類似種と識別点
サギの仲間によく似ている。サギの仲間は立つときに胸を反らせ、飛ぶときに首をS字型に縮めるが、ヘラサギは立つときにやや前のめりで、飛ぶときには首をのばして飛ぶことで区別できる。
近縁種としてクロツラヘラサギがいるが、本種の方がやや大型で、眼先が白く、嘴の先端部が黄色であることで区別できる。

## 保全状態評価
- LEAST CONCERN (IUCN Red List Ver. 3.1 (2001))

亜種　ヘラサギ　Platalea leucorodia major
- 情報不足（DD）（環境省レッドリスト）